# Ronde van de Alpes-Maritimes en de Var 2021
De 53e editie van de wielerwedstrijd  Ronde van de Alpes-Maritimes en de Var vond in 2021 plaats van 19 tot en met 21 februari. De start was in Biot en de finish was in Blausasc. De ronde is onderdeel van de UCI Europe Tour in de categorie 2.1.

## Deelname
Er namen elf UCI World Tour-teams, acht UCI ProTour-teams en drie Continentale teams deel.
| UCI World Tour | UCI ProTeam | Continentaal                                                               |
| --- | --- | -------------------------------------------------------------------------- |
| AG2R-Citroën Astana-Premier Tech Cofidis EF Education-Nippo Groupama-FDJ INEOS Grenadiers Israel Start-Up Nation Team DSM Team Qhubeka-ASSOS Trek-Segafredo UAE Team Emirates | Alpecin-Fenix Arkéa-Samsic B&B Hotels p/b KTM Bingoal-Wallonie Bruxelles Burgos-BH DELKO Equipo Kern Pharma Total Direct Energie | Saint Michel-Auber 93 Swiss Racing Academy Xelliss-Roubaix Lille Métropole |

## Etappe-overzicht
| Etappe    | Datum       | Start    | Finish   | Type      | Afstand  | Winnaar            | Klassementsleider  |
| --------- | ----------- | -------- | -------- | --------- | -------- | ------------------ | ------------------ |
| 1e etappe | 19 februari | Biot     | Gourdon  | Bergrit   | 186,8 km | Bauke Mollema      | Bauke Mollema      |
| 2e etappe | 20 februari | Fayence  | Fayence  | Heuvelrit | 168,9 km | Michael Woods      | Michael Woods      |
| 3e etappe | 21 februari | Blausasc | Blausasc | Bergrit   | 136,0 km | Gianluca Brambilla | Gianluca Brambilla |

## Eindklassementen
| Plaats    | Naam               | Ploeg                      | Tijd      |
| --------- | ------------------ | -------------------------- | --------- |
| Gele trui | Gianluca Brambilla | Trek-Segafredo             | 12u51'00" |
| 2         | Michael Woods      | Israel Start-Up Nation     | + 5"      |
| 3         | Bauke Mollema      | Trek-Segafredo             | + 6"      |
| 4         | Rudy Molard        | Groupama-FDJ               | + 10"     |
| 5         | Ben O'Connor       | AG2R-Citroën               | + 11"     |
| 6         | David Gaudu        | Groupama-FDJ               | + 12"     |
| 7         | Valentin Madouas   | Groupama-FDJ               | + 13"     |
| 8         | Jakob Fuglsang     | Astana-Premier Tech        | + 18"     |
| 9         | Nairo Quintana     | Arkéa Samsic               | z.t.      |
| 10        | Tao Geoghegan Hart | INEOS Grenadiers           | + 26"     |
|           |                    |                            |           |
| 14        | Arjen Livyns       | Bingoal-Wallonie Bruxelles | + 3'53"   |

| Plaats      | Naam              | Ploeg                  | Punten |
| ----------- | ----------------- | ---------------------- | ------ |
| Groene trui | Bauke Mollema     | Trek-Segafredo         | 53     |
| 2           | Michael Woods     | Israel Start-Up Nation | 45     |
| 3           | Rudy Molard       | Groupama-FDJ           | 33     |
|             |                   |                        |        |
| 9           | Greg Van Avermaet | AG2R-Citroën           | 20     |

| Plaats    | Naam             | Ploeg         | Punten |
| --------- | ---------------- | ------------- | ------ |
| Rode trui | Martijn Tusveld  | Team DSM      | 25     |
| 2         | Valentin Madouas | Groupama-FDJ  | 22     |
| 3         | Rudy Molard      | Groupama-FDJ  | 20     |
|           |                  |               |        |
| 16        | Jimmy Janssens   | Alpecin-Fenix | 4      |

| Plaats     | Naam                | Ploeg                      | Tijd      |
| ---------- | ------------------- | -------------------------- | --------- |
| Witte trui | David Gaudu         | Groupama-FDJ               | 12u51'12" |
| 2          | Valentin Madouas    | Groupama-FDJ               | + 1"      |
| 3          | Clément Champoussin | AG2R-Citroën               | + 1'26"   |
|            |                     |                            |           |
| 9          | Laurens Huys        | Bingoal-Wallonie Bruxelles | + 10'34"  |

| Plaats | Ploeg               | Tijd      |
| ------ | ------------------- | --------- |
| 1      | Groupama-FDJ        | 38u33'35" |
| 2      | Astana-Premier Tech | + 5'34"   |
| 3      | INEOS Grenadiers    | + 7'28"   |

1969 · 1970 · 1971 · 1972 · 1973 · 1974 · 1975 · 1976 · 1977 · 1978 · 1979 · 1980 · 1981 · 1982 · 1983 · 1984 · 1985 · 1986 · 1987 · 1988 · 1989 · 1990 · 1991 · 1992 · 1993 · 1994 · 1995 · 1996 · 1997 · 1998 · 1999 · 2000 · 2001 · 2002 · 2003 · 2004 · 2005 · 2006 · 2007 · 2008 · 2009 · 2010 · 2011 · 2012 · 2013 · 2014 · 2015 · 2016 · 2017 · 2018 · 2019 · 
2020 · 2021 · 2022 · 2023 · 2024 · 2025